# Ганано дел Монте (Матера)
Ганано дел Монте (итал. Gannano del Monte) је насеље у Италији у округу Матера, региону Базиликата.
Према процени из 2011. у насељу је живело 23 становника. Насеље се налази на надморској висини од 132 м.